# Епархия Ики
Епархия Ики (лат. Dioecesis Icensis) — епархия Римско-Католической церкви с центром в городе Ика, Перу. Епархия Ики входит в митрополию Лимы.

## История
10 августа 1946 года Римский папа Пий XII издал буллу «Ad maiora christifidelium», которой учредил епархию Ики, выделив её из архиепархии Лимы.

## Ординарии епархии
- епископ Francisco Rubén Berroa y Bernedo (23.11.1946 — 12.07.1958)
- епископ Alberto Maria Dettmann y Aragón (6.02.1959 — 5.10.1973)
- епископ Guido Breña López (5.10.1973 — 31.10.2007)
- епископ Héctor Eduardo Vera Colona (31.10.2007 — по настоящее время)

## Источник
- Annuario Pontificio, Ватикан, 2007